# فرودگاه کروو-ماگ
فرودگاه کروو-ماگ (به انگلیسی: Crow-Mag Airport) یک فرودگاه خصوصی است که یک باند فرود چمن دارد و طول باند آن ۹۷۵ متر است. این فرودگاه در کشور ایالات متحده آمریکا قرار دارد و در ارتفاع ۱۳۷ متری از سطح دریا واقع شده‌است.